# Terry Date
Terry Date (* 31. Januar 1956 in Lansing, Michigan) ist ein US-amerikanischer Musikproduzent und Toningenieur.

## Leben und Arbeit
Nach dem College-Besuch in Idaho zog Terry Date 1979 nach Seattle, Washington. Er arbeitete mit den örtlichen Bands, schon bevor die dortige Grunge-Szene international bekannt wurde.
Er spezialisierte sich alsbald auf das Alternative-Rock- und Metal-Genre. Nachdem er 1989 das Metal-Church-Album Blessing in Disguise produziert hatte, bekam er auch die Chance, mit weiteren bekannten Bands wie Soundgarden und Mother Love Bone zu arbeiten. Prong, White Zombie und Overkill buchten seine Dienste genauso wie Pantera, für deren bekannteste Alben er verantwortlich zeichnet.
Entscheidend prägte er auch den Sound der Deftones, für die er vier Platten produzierte. Im Nu-Metal-Bereich ist er auch dank seiner Arbeit mit Limp Bizkit und Korn bekannt. Inzwischen hat Date sein Spektrum in andere Subgenres wie Progressive Metal (Dream Theater) oder Post-Grunge (Staind), aber auch gänzlich andere musikalische Bereiche (Snoop Dogg) erweitert. Auch am Smashing-Pumpkins-Album Zeitgeist hat Terry Date mitgearbeitet. 2015 produzierte er das letzte Slayer-Album Repentless.

## Diskografie (Auswahl)
Produzent, Engineering, Mix
- Dark Angel – Time Does Not Heal (1991)
- 24-7 Spyz – Strength in Numbers (1992)
- Staind – Dysfunction (1999)
- Otep – Sevas Tra (2002)
- Deftones – Adrenaline (1995)
- Deftones – Around the Fur (1997)
- Deftones – White Pony (2000)
- Deftones – Deftones (2003)
- Deftones – Ohms (2020)
- A – Teen Dance Ordinance (2005)
- Handsome – Handsome (1997)
- Prong – Rude Awakening (1996)
- Bring Me the Horizon – Sempiternal (2013)
- Slayer – Repentless (2015)

Produzent, Engineering
- Soundgarden – Louder Than Love (1989)
- Overkill – The Years of Decay (1989)
- Pantera – Cowboys from Hell (1990)
- Overkill – Horrorscope (1991)
- Screaming Trees – Uncle Anesthesia (1991)
- Pantera – Vulgar Display of Power (1992)
- Pantera – Far Beyond Driven (1994)
- Pantera – The Great Southern Trendkill (1996)
- Soundgarden – A-Sides (1997)
- Limp Bizkit – Significant Other (1999)
- Limp Bizkit – Chocolate Starfish and the Hot Dog Flavored Water (2000)
- Limp Bizkit – Results May Vary (2003)
- Unearth – III: In the Eyes of Fire (2006)
- Smashing Pumpkins – Zeitgeist (2007)

Produzent
- Metal Church – Blessing in Disguise (1989)
- Dream Theater – When Dream and Day Unite (1989)
- Mother Love Bone – Apple (1990)
- Soundgarden – Badmotorfinger (1991)
- Mindfunk – Dropped (1993)
- Fishbone – Give a Monkey a Brain and He'll Swear He's the Center of the Universe (1993)
- Prong – Cleansing (1994)
- White Zombie – Astro Creep: 2000 – Songs of Love, Destruction and Other Synthetic Delusions of the Electric Head (1995)
- Big Daddy Soundtrack (1999)
- Snoop Dogg – Death Row: Snoop Doggy Dogg at His Best (Greatest Hits) (2001)
- Limp Bizkit – New Old Songs (2001)
- Matrix Reloaded Soundtrack (2003)
- Tony Hawk’s Pro Skater 3: Soundtrack (2003)
- Funeral for a Friend – Hours (2005)
- dredg – Catch Without Arms (2005)
- Ozzy Osbourne – Prince of Darkness (Box Set) (2005)
- EchoGram – EchoGram (2006)
- Emanuel – Black Earth Tiger (2007)

Mix
- Incubus – S.C.I.E.N.C.E. (1997)
- Machine Head – The Burning Red (1999)
- Staind – Dysfunction (1999)
- Slipknot – Wait and Bleed (2000)
- Slipknot – Vermilion (2004)
- Slipknot – Vermilion (Bloodstone Mix)  (2008)
- Korn – See You on the Other Side (2005)
- Korn – unbetiteltes Album (2007)